# Grammia dieckii
Grammia dieckii là một loài bướm đêm thuộc phân họ Arctiinae, họ Erebidae.